# Por ti
Por ti (Amour impossible) est une telenovela mexicaine produite par Fides Velasco et Rafael Gutiérrez pour TV Azteca. Elle est diffusée entre le 15 avril 2002 et le 18 octobre 2002 sur TV Azteca. Elle est diffusée sur ATV (Antille Télévision) et Antenne Réunion. Cette telenovela reste encore inédite dans les pays francophones.

## Synopsis
Maria est une jeune femme belle, courageuse et noble. Parmi les travailleuses de "La Rosaleda", une plantation de la famille Cortés, elle s'est distinguée comme une leader naturelle, toujours prête à aider les autres. Sa vie est heureuse, jusqu'au jour où elle se retrouve piégée dans le tourbillon d'ambitions et de passions qui entourent la mort soudaine et mystérieuse du patriarche de la plantation. En un seul jour, Maria perd tout ce qui représente sa vie et apprend que l'amour a un goût bien amer.

## Distribution
- Ana de la Reguera : María Aldana
- Leonardo García : Antonio Cortés Orozco
- Francisco de la O : César Cortés Orozco
- Regina Torné : Francisca Orozco de Cortés
- Luis Felipe Tovar : Coronado
- Andrea Noli : Andrea Montalbán
- Rodrigo Cachero : Luis Montalbán
- Claudia Islas : Virginia de Montalbán
- Vanessa Ciangherotti : Paola de Cortés
- Gabriel Porras : José
- Fabián Corres : Fernando
- Lolo Navarro : Tomasa
- Gloria Peralta : Julieta Aldana
- Mariana Torres : Marisol Aldana
- Tamara Monserrat : Helena Cortés Orozco
- Rafael Sánchez-Navarro : Carlos Cortés
- Fernando Becerril : Arturo Montalbán
- Héctor Arredondo : Franco
- Xavier Massimi : Omar
- Alejandra Ley : Gloria
- Álvaro Guerrero : Jesús
- Angélica Aragón : Isabel de Aldana
- Mariana Isla : Lety
- Ana La Salvia : Diana
- Beatriz Cecilia : Verónica

## Autres versions
- Pasiones (1988) sur Channel 9 (mettant en vedette Grecia Colmenares et Raúl Taibo).
- Con toda el alma (1995) sur TV Azteca (mettant en vedette Gabriela Roel et Andrés García).
- Tanto amor (2015) sur TV Azteca (mettant en vedette Melissa Barrera et Leonardo García).